# 河南蓼
河南蓼（学名：Polygonum honanense），为蓼科蓼属下的一个植物种。